# Floyd Gottfredson
Arthur Floyd Gottfredson (* 5. Mai 1905 in Kaysville, Utah, USA; † 22. Juli 1986 in Montrose, Kalifornien) war ein US-amerikanischer Cartoonist, Zeichner und Texter von Comics sowie Maler. Bekannt ist er vor allem für die in den amerikanischen Zeitungen erschienenen Micky-Maus-Comics, die er von 1930 bis 1975 zeichnete und teilweise auch schrieb.

## Kindheit
Floyd Gottfredson wurde in Kaysville, Utah, in einem kleinen Bahnhof geboren, dessen Stationsvorsteher sein Großvater war, und wuchs in Siggurd, Utah (290 km südlich von Salt Lake City) auf. Sein Urgroßvater war in den 1840er-Jahren aus Dänemark eingewandert. Seine Familie war mormonisch; Gottfredson hatte drei Brüder und vier Schwestern.
Im Alter von elf Jahren schoss er sich bei einem Jagdunfall mit einer Flinte selbst in den rechten Arm, der schwer verletzt wurde. Neun Operationen waren nötig, um den Arm einigermaßen wiederherzustellen. Dennoch konnte er seine rechte Hand für den Rest seines Lebens nur noch sehr eingeschränkt bewegen. In seinem späteren Leben als Zeichner kompensierte er dies dadurch, dass er beim Zeichnen den ganzen Arm bewegte.
Um sich von den Folgen des Unfalls zu erholen, musste der Elfjährige im Haus bleiben und konnte nicht mehr draußen spielen. Er interessierte sich für Kunst, ermutigt von seiner Mutter. Sein Vater war gegen die künstlerischen Aktivitäten seines Sohnes und hätte es lieber gesehen, wenn dieser wie andere Jungen gearbeitet hätte, was durch seine Behinderung aber unmöglich war. Da es in der Umgebung keine Kunstschulen gab, abonnierte Floyd einen Fernkurs im Zeichnen der C. N. Landon School of Cartooning and Illustrating aus Cleveland. Das Geld für den Kurs verdiente er sich, indem er ein Buch über die Erlebnisse seines Großvaters im Indianerkrieg von Tür zu Tür verkaufte. In dieser Zeit entdeckte er auch die Bücher Horatio Algers, andere Abenteuerbücher für Jungen und Kriminalromane.

## Cartoonzeichner
1924 heiratete er Mattie Mason und zog nach Richfield, Utah, wo er als Filmvorführer und Zeichner von Anzeigen für eine kleine Kette von Kinos arbeitete. Hier wurden sein Sohn Norman und seine Tochter Colleen geboren. 1926 abonnierte er einen weiteren Zeichnen-Fernkurs, diesmal von den Federal Schools of Illustrating and Cartooning in Minneapolis. Über die Schule bekam er Aufträge für Cartoons, u. a. für die Tageszeitung Salt Lake City Telegram und für verschiedene Zeitschriften. 1928 beteiligte er sich auf Anregung der Schule an einem landesweiten Cartoon-Wettbewerb der American Tree Association und wurde Zweiter. Dadurch ermutigt, zog Gottfredson mit seiner Familie im Dezember 1928 nach Südkalifornien, um dort Arbeit bei einer Zeitung zu finden. Er hatte hierbei aber keinen Erfolg und arbeitete erneut als Filmvorführer.

## Disney
Als 1929 das Kino, in dem er gearbeitet hatte, abgerissen wurde, suchte er erneut nach Arbeit. Er hatte gehört, dass Walt Disney Zeichner suche, und bewarb sich bei Walt Disney Productions. Am 19. Dezember 1929 wurde er für 18 Dollar in der Woche als Hilfs- und Zwischenphasenzeichner für Zeichentrickfilme (Inbetweener) eingestellt. Er wollte ursprünglich am damals ganz neuen Micky-Maus-Comicstrip arbeiten, aber Disney riet ihm ab, da der Job schlecht bezahlt sei und keine Zukunft habe. Der Strip wurde von Walt Disney selbst geschrieben und in den ersten Wochen von Ub Iwerks, ab 10. Februar 1930 von Win Smith gezeichnet. Als Disney auch das Schreiben des Strips an Win Smith übertragen wollte, zerstritten sich die beiden, und Smith verließ das Disney-Studio. Disney bat daraufhin Gottfredson, ob er den Comicstrip nicht doch für zwei Wochen übernehmen könne, bis er einen anderen gefunden habe.
Aus den zwei Wochen wurden schließlich 45½ Jahre: Gottfredson arbeitete vom 5. Mai 1930 bis zum 1. Oktober 1975, dem Tag seiner Pensionierung, für den Micky-Maus-Comicstrip (ab dem 17. Mai 1930 alleinverantwortlich für das Manuskript). Die (Bleistift-)Zeichnungen waren in dieser Zeit immer von ihm. Auch das Grundgerüst der Handlung stammte immer von ihm; die eigentlichen Dialoge kamen lange Jahre von anderen Textern, u. a. Ted Osborne, Merrill de Maris und Bill Walsh. Auch das Tuschen, also das Nachfahren bzw. -zeichnen der endgültigen Bleistiftzeichnungen mit schwarzer Tusche, um eine druckfertige Zeichnung zu erhalten, nahmen streckenweise andere Zeichner vor, u. a. Al Taliaferro.
Unter Gottfredsons Ägide veränderte sich der Micky-Maus-Strip. Die kaum zusammenhängenden, auf den Micky-Zeichentrickfilmen basierenden Gags, aus denen er anfangs bestand, wurden bald durch echte Fortsetzungsgeschichten ersetzt, die Gottfredsons Lektüre zu Jugendzeiten widerspiegelten und rasch sehr populär wurden. 1931 wurde den Lesern angeboten, an Micky zu schreiben, wenn sie ein „Foto“ wie das, das im aktuellen Strip von Micky gemacht wurde, haben wollten, worauf Berge von Briefen an das Disney-Studio geliefert wurden. Gottfredson prägte das Erscheinungsbild der aus den Filmen bekannten Figuren in den Comics und fügte dem „Maus-Kosmos“ The Phantom Blot (Das Schwarze Phantom), Chief O'Hara (Kommissar Hunter), Detective Casey (Inspektor Issel), Eega Beeva (Gamma), Morty and Ferdie Fieldmouse (Mack und Muck), Butch (Dicker), Captain Churchmouse (Käpt'n Kirchmaus), Professors Ecks, Douplex and Triplex (Professoren Ecks, Duplex und Triplex), Captain Doberman (Käpt'n Dobermann), Gloomy The Mechanic (Schorschel Schräuble), Eli Squinch (Kurt Kropp), Doctor Vulter (Käpt'n Orang), Doctor Einmug (Professor Wunderlich), Joe Piper (Rudi Rohrbruch) und Professor Dustibones (Professor Trockenstaub) hinzu. 
Vor allem in den 1930er Jahren gelangen dem Künstler herausragende Abenteuergeschichten wie Blaggard Castle (1932), The Mail Pilot (1933), The Crazy Crime Wave (1933), Editor-in-grief (1935), The Pirate Submarine (1935), Mickey Mouse joins the Foreign Legion (1936), The Seven Ghosts (1936), Island in the Sky (1936), Mickey Mouse in Search of Jungle Treasure (1937), The Monarch of Medioka (1937), The Plumber's Helper (1938) und Mickey Mouse outwits the Phantom Blot (1939), die in der Folgezeit nicht nur die Disney-Comics, sondern das Genre allgemein stark beeinflussten. Am 5. Oktober 1955 wurden die Fortsetzungsgeschichten auf Verlangen des King Features Syndicate, das den Strip an die Zeitungen vertrieb, wieder durch einzelne Gagstrips ersetzt. Gottfredson zeichnete die Strips zwar weiterhin, konnte sein Erzähltalent aber nicht mehr einbringen.
Ab 1932 erschien auch sonntags ein Micky-Maus-Comicstrip, der von den Werktagsstrips unabhängig war und sich durch dreifachen Umfang und farbigen Abdruck von diesen unterschied. Gottfredson zeichnete auch den Sonntagsstrip, in der gleichen Weise und mit den gleichen Mitarbeitern wie den Werktagsstrip, bis ihn 1938 Manuel Gonzales übernahm. Gottfredson schrieb bis 1946 noch den Text und half später gelegentlich mit Zeichnungen aus. Am 19. September 1976 erschien sein letzter Micky-Maus-Comicstrip, ein Sonntagsstrip. Sein letzter Werktagsstrip war am 15. November 1975 erschienen.
Neben den Micky-Maus-Strips arbeitete Gottfredson gelegentlich auch an anderen Disney-Zeitungsstrips mit, u. a. 1960 und 1963 bis 1965 an Weihnachts-Strips mit Peter Pan, den drei kleinen Schweinchen, Aschenputtel und Bambi.

## Die letzten Jahre
Während seiner Zeit bei Disney war Gottfredson anonym geblieben, seine Comicstrips unterzeichnete er mit Walt Disney – ein Schicksal, das er mit anderen Disney-Zeichnern wie Carl Barks teilte. Erst 1975, gegen Ende seiner Zeit bei Disney, wurde sein Name langsam bekannt, u. a. durch den schwedischen Disney-Fan Horst Schröder. Gottfredson widmete sich anderen Kunststilen, blieb aber der Figur treu, und so entstanden nach seiner Pensionierung einige Aquarelle, die Szenen aus seinen bekannten Micky-Fortsetzungsgeschichten zeigen. 1988, nach seinem Tod am 22. Juli 1986, erschien schließlich das definitive Gottfredson-Buch, der Prachtband Mickey Mouse in Color, ein kolorierter Nachdruck etlicher seiner besten Strips in luxuriöser Aufmachung und limitierter Auflage, für den er noch Pergamentseiten signiert hatte, die dann später in den Band eingebunden wurden. 2003 wurde Gottfredson schließlich postum zur Disney-Legende (Disney Legend) ernannt.